# Kazatomprom
Kazatomprom est une compagnie minière du Kazakhstan, créée en 1997 et détenue à 75 % par le gouvernement kazakh. Elle emploie 26 000 personnes.
Depuis 2010, le groupe minier est le leader mondial dans l'exploration, la production et la commercialisation de l'uranium. En 2014, elle produit 13 801 tonnes de concentrés d'uranium, soit 25 % du marché mondial de l'uranium.

## Histoire
En 1997 a lieu la création de la nouvelle compagnie minière, Kazatomprom, qui reprend les anciens intérêts du gouvernement kazakh dans les diverses mines (uranium, béryllium, tantale et or) et sociétés d'exploitation du pays. Le bilan de septembre 1998 montre une situation catastrophique : six mois de retard dans les salaires (11,6 M.$), dettes financières (44 M.$), dettes sociales (20 M.$), production divisée par trois, plus de stocks, crise mondiale de l'uranium avec des prix en baisse de 40 % sur le marché mondial. La même année Moukhtar Dzhakishev devient directeur.
En 1999, le niveau historique de production le plus bas est atteint. Kazatomprom est 16e producteur mondial pour l'uranium, produit 3 % du marché mondial pour le béryllium et 0,4 % du marché mondial pour le tantale.
À partir de 2000, entrent en œuvre les premières mesures de redressement passant par l'abandon de certaines activités, la réorganisation d'autres et la signature de partenariats internationaux avec :
- le canadien Cameco ("Inkai"),
- le français Areva (Katco, détenue par Areva à 51 % aux côtés de Kazatomprom à 49 %)[4].
- les Russes ("Zaretchnoe")
- et les Ukrainiens ("UKR TVS").

Cette même année 2000, la crise mondiale de l'uranium se termine et Kazatompron peut mettre en exploitation 3 nouvelles mines (Moinkum du Sud, Karamurun du Sud et Akdala). le groupe devient 4e producteur mondial pour l'uranium (8 % du marché), 2e producteur mondial pour le béryllium (29 % du marché) et 4e producteur mondial pour le tantale (8 % du marché).
En 2002, est créé l’Institut des hautes technologies pour accompagner les projets scientifiques de la compagnie. En 2003, Kazatomprom rachète aux enchères le complexe de l’ancien « combinat énergétique de Manguistau » qui devient CEM-Kazatomprom. En 2004, Kazatomprom reçoit en gestion fiduciaire le « combinat minier chimique de Stepnogorsk ». En 2005, Kazatomprom crée avec les sociétés japonaises Sumitomo et Kansai Electric Power, le conglomérat Appak LLP pour exploiter la mine de « West Mynkuduk » dans le sud du pays où pourrait être extrait en 22 ans au moins 18 000 tonnes d'uranium à « haute valeur » à destination du marché japonais.
En 2006, Kazatomprom a signé un nouvel accord de partenariat avec le canadien Cameco, premier producteur mondial d'uranium, en vue de créer des nouvelles installations.
Durant les huit premiers mois de 2007, le groupe minier signe 25 accords de partenariat avec des groupes énergétiques et financiers japonais. En août 2007, la société acquiert 10 % de Westinghouse, fabricant américain de réacteurs nucléaires, pour 540 millions de dollars auprès de la société japonaise Toshiba. Elle exploite douze mines d'uranium en 2007.
En 2008, Kazatomprom et Areva concluent un accord selon lequel la société KATCO, propriété d’Areva à 51 % et de Kazatomprom à 49 %, devrait produire 4 000 tonnes d’uranium par an. En échange, Areva doit fournir une usine de combustible nucléaire dans l’usine métallurgique d’Oulba[réf. nécessaire]. En mai 2009, le directeur Moukhtar Dzhakishev est démis de ses fonctions et arrêté pour vente illégale de gisements à des intérêts étrangers. En octobre 2009, à l'occasion d'une visite du président français Nicolas Sarkozy au Kazakhstan, la présidente du directoire d'Areva, Anne Lauvergeon et Vladimir Shkolnik, nouveau président de Kazatomprom, ont signé un accord prévoyant la création d’une coentreprise, nommée Ifastar, pour mener une étude de faisabilité sur le projet visant à produire du combustible dans l’usine métallurgique d'Oulba,.
En 2010, le groupe minier produit au moins 17 803 tonnes d'uranium à partir de 18 mines.
En décembre 2022, le groupe français Orano sign un accord avec Kazatomprom sur la production d'uranium.

## Mines d'uranium au Kazakhstan
- Aktaou
- Budenovskoye 2
- Mine d'Inkai
- Mine d'uranium de Muyunkum
- South Inkai
- Mine d'uranium de Tortkuduk